# Okręg wyborczy Lanark Burghs
Okręg wyborczy Lanark Burghs (zwany również Linlithgow Burghs) powstał w 1708 i wysyłał do brytyjskiej Izby Gmin jednego deputowanego. Okręg obejmował miasta Linlithgow, Lanark, Peebles i Selkirk. Został zniesiony w 1832.

## Deputowani do brytyjskiej Izby Gmin z okręgu Lanark Burghs
- 1708–1713: George Douglas
- 1713–1715: James Carmichael
- 1715–1722: George Douglas
- 1722–1725: Daniel Weir
- 1725–1734: John Murray
- 1734–1742: James Carmichael
- 1742–1747: John Mackye
- 1747–1748: Lawrence Dundas
- 1748–1754: James Carmichael
- 1754–1761: John Murray
- 1761–1768: John Lockhart-Ross
- 1768–1772: James Dickson
- 1772–1784: James Cockburn
- 1784–1790: John Moore
- 1790–1796: William Grieve
- 1796–1802: James Stopford, wicehrabia Stopford, torysi
- 1802–1806: William Dickson
- 1806–1807: Charles Lockhart-Ross
- 1807–1812: William Maxwell
- 1812–1819: John Buchanan Riddell
- 1819–1820: John Pringle
- 1820–1826: Henry Monteith
- 1826–1830: Adam Hay
- 1830–1831: Henry Monteith
- 1831–1832: William Gillon